# Mitrephora korthalsiana
Mitrephora korthalsiana är en kirimojaväxtart som beskrevs av Friedrich Anton Wilhelm Miquel. Mitrephora korthalsiana ingår i släktet Mitrephora och familjen kirimojaväxter. Inga underarter finns listade i Catalogue of Life.